# Dair Atiah
Dair Atiah (em árabe: ديرعطية), é uma cidade da Síria, situada entre as montanhas Qalamoun e da série de montanhas do leste do Líbano, 88 km (55 milhas) ao norte da capital Damasco, e na estrada para a cidade de Homs. A população atual estimada de Dair Atiah é de cerca de 10 984 pessoas.
Dair Atiah goza de um clima ameno no verão e frio no inverno, está localizada a uma altitude de 1 250 metros acima do nível do mar.
A proximidade a uma região desértica, onde a precipitação media não excede mais de 125 milímetros ao ano, significa que as condições ambientais, incluindo solo pobre, não prevê recursos suficientes para sustentar economicamente a população local. Daí a explicação de os locais viajarem muito ou emigrarem. Muitos moradores emigraram para as Américas no início do século XX, e para os países do Golfo Pérsico, após o surgimento de oportunidades de trabalho lá, e para o Leste da Ásia.

## Agricultura
Os agricultores cultivam uvas, alperces,cerejas, figos e outros frutos.
Dair Atiah se beneficia das águas subterrâneas situadas no seu vale.
Dair Atiah tem um número grande de moinhos de vento (por vezes referido como a Air Wheels). A energia gerada por moinhos de vento é usado para bombear água de poços profundos. As origens dos moinhos de vento não são conhecidos, mas eles são relatados por serem uma grande fonte de energia para bombear a água usada para a agricultura há mais de cem anos. .

## Cultura
Dair Atiah tem um museu, um centro desportivo e um centro cultural.
Em 2003, a primeira universidade particular na Síria, da Universidade de Kalamoon, foi inaugurado em Dair Atiyah.
A população de Dair Atiah reflete a diversidade religiosa da Síria, formada principalmente por muçulmanos e cristãos, que construiu fortes laços familiares entre si.
Pessoas em Dair Atiah costumam consumir uma bebida quente chamada Mate, que foi trazida pelos expatriados da Síria e introduzida na América do Sul. O convite "Vem e beba Mate" é típico de hospitalidade desta região. O convite implica não apenas em partilhar a bebida, mas também uma refeição conjunta.

## História de Dair Atiah
Os historiadores indicam que o nome da cidade está relacionadp com o comandante romeno Theodorus Paulus cujo nome significa "Dar a Deus" (em árabe: عطاء الله).  Este nome tem sido associado por sucessivas gerações de Dair Atiah, por mais de mil anos.
Um grande número de canais romanos antigos podem ser encontrados em Yabrud, , perto de Dair Atiah.

## Principais pontos turísticos

### Museu de Dair Atiah
Museu de Dair Atiah é um dos maiores e mais ricos museus do subúrbio de Damasco, Reif Dimashq. Ele contém o patrimônio e o folclore da região.